# 036号線 (チェコ)
チェコ国鉄036号線、別名リベレツ～タンヴァルド～ハラホフ線（チェコ語: Železniční trať Liberec–Tanvald–Harrachov）は、チェコ国鉄の鉄道線の名称である。
1888年から1902年にかけて、リベレツ・ヤブロネツ・タンヴァルド鉄道の路線として開業した（ただしコルジェノフ以東はプロイセン鉄道により開業）。

## 運行形態

### 普通
リベレツ～ハルラホフ間に、60分間隔で運行されているが、一部リェドロヴァ・ヴィラ止まりとなる。ポーランド国鉄311号線のシュクラルスカ・ポレンバまで直通する列車もあり、平日4時間に1本、休日および夏・冬の多客期の平日は1-2時間に1本が直通する。
2015年以前、ヴェセツ・プロセチ・ヤブロネツ下駅については、早朝・夜間の数本を除きほとんどが通過していたが、現在は全列車が停車する。また、ハルラホフで系統が分かれており、コルジェノフ～ハラホフ～シュクラルスカ・ポレンバの系統（一部はハラホフ～シュクラルスカ・ポレンバの区間運転）が、夏・冬の多客期に1日9往復、閑散期に1日3往復運行していた。

### 臨時列車
- ズバチカ号：　タンヴァルド - ハルラホフ　【冬季後半の金曜・土曜運行】　※ズバチカ社による運行
旧型車両による運行。主に2月から3月にかけて、金曜・土曜に一日2往復運行する。うち西行1本は、ハルラホフ発コルジェノフ行、およびコルジェノフ発タンヴァルド行となる。途中、リエドロヴァ・ヴィラ、コルジェノフ停留所、プスチンスカーを除く各駅に停車する。
過去の運行形態
2017年度は、年8日の運行で、タンヴァルド - コルジェノフ間に一日3往復の運行、うち2往復がハルラホフまで運行していた。
2018年度より、春季から夏季にかけて年間6日の運行に変更となった。
2022年度は運行していなかった。
2025年度より、主に2月から3月にかけて、金曜・土曜に一日2往復の運行となる予定。ただし西行1本は、ハルラホフ発コルジェノフ行、およびコルジェノフ発タンヴァルド行となる。

- ズバチカ号：　コルジェノフ - ハルラホフ　【春季・夏季の金・土・日曜運行】　※ズバチカ社による運行
旧型車両による運行。春季は約3週間毎の連続する土曜・日曜、夏季は2週間毎の連続する金・土・日曜に、一日5往復、概ね2時間間隔で運行する。12月にも運行日がある。
過去の運行形態
2017年度は、年5日、一日3往復の運行であった。
2018年度より、年4日の運行となった。
2025年度より運行日が拡大し、春季・夏季の2-3週間毎に連続する週末の運行となった。本数も、一日5往復に増発された。

- タンヴァルド - ハルラホフ　【年2日運行】　※メトランス・レール社による運行
旧型車両による運行。秋・冬の年2日のみ、一日2往復運行し、追加でコルジェノフ - ハルラホフ間に一日1往復運行する。ただし西行は、ハルラホフからタンヴァルドまで直通する列車は1本のみで、他の列車はコルジェノフで系統が分かれている。
2025年度より運行を開始した。

### 過去の運行種別
- 特急「リフリーク」
イゼラ号：　プラハ - タンヴァルド - ハルラホフ　【土曜・休日運行】
2019年度に限り、一日2往復していた運行。タンヴァルド以南は035号線に直通していた。タンヴァルド - ハルラホフ間は、途中、ドルニー・ポルブニーとコルジェノフのみに停車していた。

- 快速「スピェシニー(Sp)」
2014年以前は、休日のみ、ドレスデン～タンヴァルド間に1日2往復が運行し、リベレツ以西は089号線に直通していた。ヴェセツ、プロセチ、ヤブロネツ下以外の各駅に停車していた（ただし半数はノヴァー・ヴェスも通過）。
2017,8年は、夏季の土曜日のみ運行。リベレツ→コルジェノフ間、およびコルジェノフ→タンヴァルド→ロヴェンスコ間に1本ずつ運行していた。停車駅は、ヴラチスラヴィツェ以西の各駅とヤブロネツ、パセキ、スムルジョフカ、スムルジョフカ下駅、タンヴァルド停留所、タンヴァルド駅、ドルニー・ポルブニーであった。

## 駅一覧
以下では、チェコ国鉄036号線の駅と営業キロ、停車列車、接続路線などを一覧表で示す。
- 停車駅
  - ■印：全列車停車
  - ●印：一部通過
  - ◐印：半数停車、半数通過
  - ○印：一部停車
  - ｜印：全列車通過

| 路線名 | 駅名                               | 駅間営業キロ | 累計営業キロ | Os | 接続路線 | 所在地     | 所在地                     |
| ------ | ---------------------------------- | ------------ | ------------ | -- | --- | ---------- | -------------------------- |
| 036    | リベレツ駅                         |              | 0.0          | ■  | 030号線（パルドゥビツェ方面）、037号線（フリードラント方面） 086号線（ヂェチーン方面）、089号線（フラーデク方面） | リベレツ州 | リベレツ郡                 |
| 036    | リベレツ・ロフリツェ駅             | 2.2          | 2.2          | ■  | | リベレツ州 | リベレツ郡                 |
| 036    | ヴェセツ・ウ・リセルツェ駅         | 1.6          | 3.8          | ■  | | リベレツ州 | リベレツ郡                 |
| 036    | ヴラチスラヴィツェ・ナド・ニソウ駅 | 0.9          | 4.7          | ■  | | リベレツ州 | リベレツ郡                 |
| 036    | プロセチ・ナド・ニソウ駅           | 2.4          | 7.1          | ■  | | リベレツ州 | リベレツ郡                 |
| 036    | ヤブロネツ・ナド・ニソウ下駅       | 3.7          | 10.8         | ■  | | リベレツ州 | ヤブロネツ・ナド・ニソウ郡 |
| 036    | ヤブロネツ・ナド・ニソウ駅         | 1.4          | 12.2         | ■  | | リベレツ州 | ヤブロネツ・ナド・ニソウ郡 |
| 036    | ヤブロネツ・ナド・ニソウ中央駅     | 1.0          | 13.2         | ■  | | リベレツ州 | ヤブロネツ・ナド・ニソウ郡 |
| 036    | ヤブロネツ・ナド・ニソウ停留所     | 0.9          | 14.1         | ■  | | リベレツ州 | ヤブロネツ・ナド・ニソウ郡 |
| 036    | ノヴァー・ヴェス・ナド・ニソウ駅   | 0.9          | 15.0         | ●  | | リベレツ州 | ヤブロネツ・ナド・ニソウ郡 |
| 036    | ヤブロネツケー・パセキ駅           | 1.3          | 16.3         | ■  | | リベレツ州 | ヤブロネツ・ナド・ニソウ郡 |
| 036    | ルチャニ・ナド・ニソウ駅           | 3.1          | 19.4         | ■  | | リベレツ州 | ヤブロネツ・ナド・ニソウ郡 |
| 036    | スムルジョフカ駅                   | 1.3          | 20.7         | ■  | 034号線（ヨセフーフ・ドゥール方面）                                                                               | リベレツ州 | ヤブロネツ・ナド・ニソウ郡 |
| 036    | スムルジョフカ・ルチニー駅         | 1.1          | 21.8         | ■  | | リベレツ州 | ヤブロネツ・ナド・ニソウ郡 |
| 036    | スムルジョフカ・ストルジェド駅     | 0.5          | 22.3         | ■  | | リベレツ州 | ヤブロネツ・ナド・ニソウ郡 |
| 036    | スムルジョフカ下駅                 | 2.1          | 24.4         | ■  | | リベレツ州 | ヤブロネツ・ナド・ニソウ郡 |
| 036    | タンヴァルド停留所                 | 2.1          | 26.5         | ■  | | リベレツ州 | ヤブロネツ・ナド・ニソウ郡 |
| 036    | タンヴァルド駅                     | 0.9          | 27.4         | ■  | 035号線（ジェレズニー・ブロド方面）                                                                               | リベレツ州 | ヤブロネツ・ナド・ニソウ郡 |
| 036    | デスナー駅                         | 1.4          | 28.8         | ■  | | リベレツ州 | ヤブロネツ・ナド・ニソウ郡 |
| 036    | デスナー・リエドロヴァ・ヴィラ駅   | 1.0          | 29.8         | ■  | | リベレツ州 | ヤブロネツ・ナド・ニソウ郡 |
| 036    | ドルニー・ポルブニー駅             | 0.8          | 30.6         | ■  | | リベレツ州 | ヤブロネツ・ナド・ニソウ郡 |
| 036    | デスナー・プスチンスカー駅         | 1.0          | 31.6         | ■  | | リベレツ州 | ヤブロネツ・ナド・ニソウ郡 |
| 036    | コルジェノフ停留所                 | 1.0          | 32.6         | ○  | | リベレツ州 | ヤブロネツ・ナド・ニソウ郡 |
| 036    | コルジェノフ駅                     | 1.7          | 34.3         | ■  | | リベレツ州 | ヤブロネツ・ナド・ニソウ郡 |
| 036    | ハラホフ駅                         | 4.6          | 38.9         | ■  | ポーランド国鉄331号線（ポレンバ方面）                                                                             | リベレツ州 | セミリ郡                   |